# 盧森堡體育會
盧森堡體育會（CA Spora Luxembourg）是一間位於盧森堡首都盧森堡市的職業足球會，於1923年成立，2005年與CS聯盟01（CS Alliance 01）及盧森堡聯（Union Luxembourg）合併組成盧森堡競賽足球會聯盟。

## 歷史
盧森堡體育會成立於1923年，當時由盧森堡競賽會（Racing Club Luxembourg）及SC盧森堡（Sporting Club Luxembourg）合併而成，盧森堡體育會與另一支球隊紅孩迪費丹治（FA Red Boys Differdange）在1920－40年代是盧森堡最具實力的球隊之一，紅孩迪費丹治先後獲得五個聯賽冠軍及五個盧森堡盃冠軍，而盧森堡競賽會則獲得八個聯賽冠軍及三個盧森堡盃冠軍。1940年代德國占領盧森堡期間，球會曾經以盧森堡莫絲蘭（Moselland Luxemburg）的名義參與德國的「中萊茵省際聯賽」（Gauliga Mittelrhein）。第二次世界大戰後，盧森堡體育會贏得五個聯賽冠軍及五次盧森堡盃冠軍。1956年，盧森堡體育會獲邀請參加1956–57年歐洲冠軍球會盃，成為首間盧森堡球會參加歐洲賽事，它們在外圍賽遇上西德冠軍多蒙特，首回合以三比四落敗；次回合爆冷以二比一擊敗對手，重賽以零比七落敗出局。
2005年，盧森堡體育會與另外兩間球會CS聯盟01（CS Alliance 01）及盧森堡聯（Union Luxembourg）合併組成盧森堡競賽足球會聯盟。

## 球會榮譽
- 盧森堡國家足球聯賽

 冠軍 (11)：1924–25, 1927–28, 1928–29, 1933–34, 1934–35, 1935–36, 1937–38, 1948–49, 1955–56, 1960–61, 1988–89
 亞軍 (10)：1923–24, 1925–26, 1929–30, 1930–31, 1932–33, 1944–45, 1951–52, 1958–59, 1966–67, 1987–88
- 盧森堡盃

 冠軍 (8)：1927–28, 1931–32, 1939–40, 1949–50, 1956–57, 1964–65, 1965–66, 1979–80
 亞軍 (8)：1924–25, 1928–29, 1929–30, 1930–31, 1933–34, 1944–45, 1962–63, 1986–87

### 盧森堡競賽會
- 盧森堡國家足球聯賽

 冠軍 (1)：1909–10
- 盧森堡盃

 冠軍 (1)：1921–22

### SC盧森堡
- 盧森堡國家足球聯賽

 冠軍 (2)：1910–11, 1918–19
 亞軍 (3)：1911–12, 1913–14, 1915–16